# Senička
Senička es una localidad del distrito de Olomouc en la región de Olomouc, República Checa. Tiene una población estimada, a principios del año 2021, de 357 habitantes. 
Se encuentra ubicada en el centro de la región, sobre la parte oriental de los montes Sudetes, a poca distancia de la orilla del río Morava —un afluente izquierdo del Danubio— y de la frontera con la región de Moravia-Silesia.